# Steven Scott
Pour les articles homonymes, voir Scott.
Steven Scott est un tireur sportif britannique né le 10 janvier 1985 à Lewisham. Il a remporté la médaille de bronze en double trap aux Jeux olympiques d'été de 2016 à Rio de Janeiro.